# 初加勢
初加勢（はつかぜ）は、大日本帝国の皇室ヨット。
日本のレジャーボートとしては初期のものの1隻。
加勢は風の古い用法で、
初風は「その季節に初めに吹く風」の意味。
1902年（明治35年）、三菱造船所（後の三菱重工業長崎造船所）への行幸記念として岩崎久弥から当時の皇太子（後の大正天皇）に贈られた2檣蒸気船。
内装は日本の美術品を用いていた。

## 船歴
長崎の三菱造船所で建造。1901年（明治34年）5月10日起工。船番141。翌年10月4日進水。同月25日に竣工。翌月に宮内省から海軍に移管、雑役船「初加勢」とされた。または、1903年10月4日に進水し、同年11月26日に竣工。
1905年（明治38年）の観艦式には皇室ヨットとして使用された。
1921年（大正10年）からは高松宮が海軍兵学校で使用した。
1945年（昭和20年）の敗戦により米軍が接収し、「ドロシー」と改名された。
1949年（昭和24年）に日本に返還され、|
志摩航運に売却。「初風」と改名され観光船となった。この時、機関を蒸気機関からディーゼルに換装している。
1950年（昭和25年）3月18日に鳥羽沿岸で座礁し、船体放棄された。